# Barhi (Hazaribagh)
Barhi is een census town in het district Hazaribagh van de Indiase staat Jharkhand. 

## Demografie
Volgens de Indiase volkstelling van 2001 wonen er 9933 mensen in Barhi, waarvan 53% mannelijk en 47% vrouwelijk is. De plaats heeft een alfabetiseringsgraad van 60%. 